# Aleksandrówka (rejon rożyszczeński)
Aleksandrówka (ukr. Олександрівка) – wieś na Ukrainie, w obwodzie wołyńskim, w rejonie rożyszczeńskim.
Pod koniec XIX w. kolonia w powiecie łuckim, w gminie Rożyszcze.
Podczas rzezi wołyńskiej wśród ukraińskich mieszkańców wsi w pomoc okolicznym Polakom zaangażowali się, m.in.: Pawło Kyc, Sofia Kyc, Mykoła Koreń, Anastasija Koreń.